# FPES
FPES, Full Personality Expression Sweden, är en svensk förening för transpersoner av alla slag och för dem som sympatiserar med dem. Den grundades 1966 efter amerikansk förebild, därav det engelskspråkiga namnet. Föreningen har drygt 250 medlemmar över hela landet. Den interna tidningen Transinform utkommer med fyra nummer per år. Verksamheten bedrivs både centralt och i form av lokala avdelningar. 
Föreningens syfte är att verka för transpersoner av alla slag genom att ge stöd, sprida information och påverka samhället för att uppnå respekt och lika rättigheter för transpersoner.
Lokalavdelningarna har sociala träffar i regel en gång i månaden. Det hålls centralt anordnade informations- och diskussionsmöten. En anhöriggrupp finns till vilken medlemmar och anhöriga kan vända sig. Transföreningen FPES samarbetar centralt, regionalt och lokalt med olika myndigheter som har mänskliga rättigheter, jämställdhets- och hbtq-frågor bland sina arbetsuppgifter och är remissinstans i frågor som rör transpersoner samt  med andra organisationer inom hbtq-området som RFSL och KIM.
Transföreningen FPES är medlem i den europeiska transorganisationen TGEU och i världsfederationen för organisationer inom hbtq-området, ILGA (= International Lesbian, Gay, Bi, Trans Association).